# Pierre Jodlowski
Pierre Jodlowski né le 9 mars 1971 à Toulouse, en France, est un compositeur français de musique mixte. Il travaille en particulier sur l'intermédialité, la programmation informatique, la mise en scène, l'image et l'interactivité.

## Biographie

### Débuts dans la musique électronique
Pierre Jodlowski commence son apprentissage musical au conservatoire de Toulouse, en France, où il obtient en 1991 la première médaille de solfège. Sa formation instrumentale comprend le piano, le saxophone et la basse électrique. Il monte plusieurs projets dans les domaines du jazz et du rock et intègre un Diplôme d'études universitaires scientifiques et techniques (DEUST) de composition à l'université de Toulouse. Il commence à composer en 1993 avec Cinq poèmes de Jacques Dupin, une pièce électronique fixée sur une bande magnétique.
En 1995, il obtient une licence en musique et musicologie de l'Université de Lyon et en 1996 il obtient un Diplôme national d’études supérieures musicales (DNESM) de composition électroacoustique au Conservatoire national supérieur de musique de Lyon. Il part ensuite à l'Institut de recherche et coordination acoustique/musique où il suit un cursus de composition et d'informatique musicale. Il achève sa formation en obtenant le certificat d'aptitude de professeur de composition électroacoustique en 1998. Toutes les œuvres composées par Jodlowski à cette période s'orientent vers la musique mixte en temps réel comme dans sa pièce Dialog/No dialog (1997) où une flûte sur scène est accompagnée par une voix virtuelle.

### Musique mixte et intermédialité
Après cette période d'étude, Jodlowski continue de créer des œuvres de musique mixte, cherchant à établir des rapports multiples entre les instruments sur scène et les sons projetés par les haut-parleurs. Très rapidement il identifie la question du geste comme essentielle pour le développement de son écriture. Dans plusieurs œuvres il accorde à la dimension gestuelle un rôle important : De Front (1999) (prix de Bourges / catégorie Musique mixte), Mixtion (2002), Barbarismes (2001) et Mecano 1 (2004), une pièce pour percussions mettant en scène un musicien qui se confronte à un petit automate, une sorte de métronome, objet indispensable au musicien. 
Dans la même période, il reçoit une commande de la Cinémathèque de Toulouse pour réaliser une création électronique sur le premier film d’Eisenstein, La Grève. Après sa création en 2000, il présente ce projet sur les scènes d’Europe et développe son ancrage à l’international.
Invité entre 2001 et 2003 en résidence à l’Académie des Arts de Berlin, il travaille à un premier cycle d’œuvres débouchant sur un spectacle scénique. Les trois pièces, regroupées autour du titre « Berlin Mémoires Aléatoires » intègrent de nouveaux médias : dans N,N,N (2002) pour une danseuse solo, il explore les possibilités des capteurs de mouvements et dans Is It This ?, la vidéo en temps-réel. 
Entre 2004 et 2006, il compose Time & Money une pièce pour percussions et électronique avec laquelle il remporte le Grand prix lycéen des compositeurs en 2015. Cette œuvre met en évidence les grands thèmes du travail de Jodlowski : une réflexion sur le monde et l’engagement politique, la question de la théâtralité dans la création musicale, l’écriture du geste, l’intégration de médias visuels et scéniques dans les processus de compositions.

### Cycles d’œuvres et projets de spectacles
À partir de 2006, Jodlowski commence à développer des cycles d’œuvres, en particulier les Séries pour piano et bande-son. Après la création de Série Noire pour le Concours international de piano d’Orléans, il compose Série Blanche, Série Bleue, Série Rose, Série-C, Série Rouge… chacune de ces œuvres mettant en relation des univers visuels.
Un autre cycle voit le jour entre 2006 et 2008, autour de ce que Jodlowski appelle un système d’écriture cumulative. Dans ces œuvres, le principe repose sur la mise en boucle successive et cumulative de tous les éléments joués sur scène. Ces œuvres pourraient s’apparenter au minimalisme américain du fait de l’utilisation du looping mais le nombre de boucles accumulées (plus de 40 en général) engendre une très forte tension dramatique caractéristique de son esthétique. Parmi elles, Limite Circulaire, pour flûte, inspirée par la peinture de M.C. Escher et Respire, pour 11 musiciens et vidéo.
Il lance également des projets d’envergure qui intègrent progressivement l’ensemble des mediums scéniques : lumières, vidéo, scénographie. Lifetime en 2007 (qui regroupe les œuvres Time & Money, Labyrinthe, People Time), des collaborations avec la danse (le cycle Narcisse(s) avec la compagnie Lamaison) ou avec le nouveau cirque (Les Beaux Orages avec la Compagnie Petit travers en 2011).
Il s’essaye au genre de l'art radiophonique avec Jour 54, une œuvre qui s'inspire du roman inachevé 53 jours de Georges Perec.  Cette œuvre donnera lieu à une version scénique présentée en France et au Canada avec une vidéo réalisée par le scénographe Pierre Nouvel.
En 2011, il crée son premier ouvrage dramatique : L’Aire du Dire, un oratorio d’un heure autour de la question de la prise de parole, mettant en scène 12 chanteurs qui alternent voix parlée et voix chantée.

### Présence de la voix
Jodlowski intègre la voix dès ses premières œuvres. Au départ, il s’agit souvent d’une présence distillée dans les parties électroniques ; il a souvent recours à l’emprunt de voix-off cinématographiques. Après L’Aire du Dire, sa première œuvre véritablement vocale, il compose Ombra della mente, pour soprano, clarinette-basse et électronique sur des textes de la poétesse Alda Merini. Vient ensuite Soleil Noir, une longue composition pour soprano, ensemble et électronique sur le thème de la première guerre mondiale et où les parties vocales alternent le parlé et le chanté, notamment ici sur des extraits d’Henry V de Shakespeare. En 2017, il crée La Ralentie, un ouvrage scénique sur le texte éponyme d’Henri Michaux.

### Installations sonores interactives
Jodlowski s’intéresse également à la question de l'interactivité, le spectateur prenant dans quelques-unes de ses œuvres une part active : par ses gestes (repérés par des capteurs), il contrôle l'évolution du son et des éléments visuels. Sa première installation, Mendel en 2005, exploite différents types de capteurs et technologies dans un environnement futuriste. GrainStick 2.0 (2010) est une œuvre qui s'inspire des jeux vidéo. Soleil Blanc (2016), installation audiovisuelle interactive avec décors qui plonge le spectateur dans un baraquement de la première guerre mondiale, place également le visiteur au centre d'un processus interactif.
Depuis 2009, Jodlowski développe plus particulièrement l'une de ses installations : Passage. Dans ce projet, constitué d’un tunnel interactif de 10 m de long, le visiteur est confronté à la mémoire d’un autre individu et peut en faire une introspection en se déplaçant à sa guise dans cet espace. La question de la mémoire, centrale dans l’esthétique de Jodlowski, est ici déclinée dans plusieurs versions de cette installation ; chacune d’elles étant consacrée à une thématique particulière : l’intimité, l’écologie, le temps, des portraits de villes, la mémoire de réfugiés…

### Engagement sociétal et politique
Dès la fin de ses études, Jodlowski fonde un collectif de compositeur dans sa ville natale à Toulouse et crée le festival Novelum. Pendant 17 ans, il en assure la co-direction avec Bertrand Dubedout et développe une programmation qui reflète ses intérêts pour la question de la représentation scénique. Le studio éole, implanté dans le centre Culturel Odyssud à Blagnac, accueille les productions de ce collectif d’artistes et assure le développement des projets au niveau national et international.
Jodlowski a toujours revendiqué un ancrage politique dans ses œuvres. Il s’attaque à des questions sociétales comme dans Time & Money, avec une profonde pensée humaniste. Dans Ultimatum, pour orchestre à corde et voix enregistrée, une jeune adolescente scande avec violence le célèbre Ultimatum de Fernando Pessoa, un manifeste critique à l’encontre des hommes de pouvoir. Lors de conférences ou master-classes, Jodlowski insiste sur le rôle sociétal du compositeur qui ne peut plus, selon lui, rester à l’écart du monde et doit s’engager pour préserver une expression libre et expérimentale de l’art musical contemporain.
Il est trésorier du Syndicat français des compositrices et compositeurs de musique contemporaine à partir de juin 2020 puis président de mars 2021 à juin 2021,.

## Œuvres
- Cinq Poèmes de Jacques Dupin, 1993
- Éclats de ciel, 1995
- Vola, 1995
- L'Envers du décor, 1995
- IRMA, 1995
- Mise en bouche acousmatique, 1996
- Lignes d'incidences, 1996
- Focales, 1997
- Dialog/No Dialog, 1997
- À John, Chorus III, 1998
- De front, 1999
- Triptyque à la nuit, 2000
- Mendel, 2000
- La grève, 2000
- Forfaiture, 2000
- Figures pour un espace en mouvement, 2000
- Mental Vortex, 2001
- Is it is ?, 2001
- Barbarismes, Trilogie de l'an mil, 2001
- N, N, N, 2002
- Mixtion, 2002
- People/Time, 2003
- Géo-métries, 2003
- Chorus 1A, 2003
- Berlin, mémoires aléatoires, 2003
- Mecano 1, 2004
- In [et] Out 1, 2004
- Série noire, 2005
- Lifetime, 2005
- Labyrinthe, 2005
- Time and Money, 2006
- Le grand dehors, 2006
- Artaud Corpus fragments, 2006
- 60 Loops, 2006
- Wind, 2007
- Série blanche, 2007
- Drones, 2007
- Cycle des rituels, 2007
- Criogenesis, 2007
- Collapsed, 2007
- 24 Loops, 2007
- Respire, 2008
- Limite Circulaire, 2008
- Coliseum, 2008
- Suite 54, 2009
- Passage, 2009
- Narcisse - O, 2009
- Jour 54, 2009
- Le royaume d'en bas, 2010
- GrainStick 2.0, 2010
- Ghost woman, 2010
- Typologies du regard, 2011
- Série-C, 2011
- L'aire du dire, 2011
- Série rose, 2012
- Something out of Apocalypse, 2012
- Hyperspeed disconnected motions, 2012
- Série bleue, 2013
- Ombre della Mente, 2013
- Le dernier songe de Samuel Beckett, 2013
- Post Human Computation, 2014
- Induction, 2014
- Twins Peak, 2015
- Soleil noir, 2015
- Lesson of Anatomy n°1, 2015
- Ultimatum, 2016
- This leads to an emotional stasis, 2016
- Tadmor, 2016
- Soleil blanc, 2016
- Ghostland, 2017
- La Ralentie, 2018
- San Clemente, 2019